# Lomsdal-Visten-Nationalpark
Der Lomsdal-Visten-Nationalpark (norwegisch Lomsdal-Visten nasjonalpark, südsamisch Njaarken vaarjelimmiedajve) ist ein Nationalpark in Norwegen. Er liegt in der Provinz Nordland und gehört zu den Gemeinden Brønnøy, Vevelstad, Vefsn und Grane. Der 1.102 km² große Park wurde am 29. Mai 2009 eröffnet, um seine unverwechselbare, nahezu unberührte Natur mit ihren unterschiedlichen Ökosystemen, Tieren und Pflanzen, ihren geologischen Gegebenheiten und dem kulturellen Erbe zu schützen.
Der Lomsdal-Visten grenzt an das 32 km² große Strauman Naturschutzgebiet, welches am selben Tag am Visten Fjord eröffnet wurde. Das Naturschutzgebiet Skjørlægda in Vefsn, und die Naturreservate Laksmarkdalen in Vevelstad und Strompdalen in Brønnøy gingen in den Nationalpark auf. Im Südosten des Parks liegt der Børgefjell-Nationalpark.

## Geografie und Geologie
Der Park erstreckt sich vom Meer und den Fjorden im Westen, über unterschiedliche Landschaften bis zum Visfjellan Gebirge im Westen, welches Teil des Skandinavischen Gebirges ist. Im Süden befindet sich das Eiterådalen Tal und das Svenningsdalen Tal mit dem Fluss Svenningdalselva, zudem grenzt der Nationalpark dort auch fast an das Dorf Tosbotn am Tosen Fjord.
Im Allgemeinen wird die Landschaft von Bergen, Hochebenen, steilen Schluchten, Flusstälern, kleinen Seen und anderen Gewässern dominiert. Im Vistfjellan gibt es große Höhlen und Berge aus Kalkstein. In den Flüssen im Park gibt es einige größere Stromschnellen und Wasserfälle. Der Berg Vistkjerringa ist mit 1.239 moh. der höchste im Nationalpark.

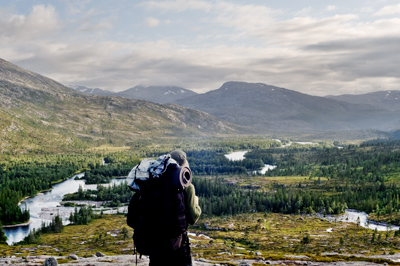
Lomsdalen

## Flora und Fauna
Im Lomsdal-Visten gibt es viele große Nadel- und Laubwälder. Von der Fülle an Tier- und Pflanzenarten sind 44 bedroht bzw. gefährdet. Dazu gehören Schwäne, Prachttaucher, Sterntaucher, Spechte und verschiedene Flechten und Pilze. Die Flora und Fauna im Park ist repräsentativ für ganz Helgeland.

## Verwaltung und Tourismus
Es gibt mehrere einfache Hütten im Lomsdal-Visten, die Wanderern als Übernachtungshütten dienen. Das Jagen und Fischen ist nur mit Genehmigung möglich.